# Eyal Weizman
Eyal Weizman, né le 26 juillet 1970 à Haïfa, est un architecte israélien, directeur du Center for Research Architecture au Goldsmiths College. Il est basé à Tel-Aviv et à Londres.

## Biographie
Eyel Weizman a étudié l'architecture à l'Architectural Association School of Architecture de Londres. Il a fait son doctorat d'architecture au London Consortium du Birkbeck College.
D'abord professeur d'architecture à Académie des Beaux-Arts de Vienne, il dirige aujourd'hui le Centre pour la recherche en architecture du Goldsmiths College (université de Londres). En 2007, il fonde le Decolonizing Architecture Institute (DAi) avec deux autres architectes, Alessandro Petti, Sandi Hilal.
En 2010, il fonde Forensic Architecture, groupe de recherche multidisciplinaire qui utilise des techniques et des technologies architecturales pour enquêter sur les cas de violence d'État et de violations des droits de l'homme dans le monde.
Il travaille également pour l'organisation des droits humains (ONG) B'tselem.
Weizman a enseigné et donné des conférences dans de nombreuses institutions dans le monde entier.

## Écrits
Il a publié plusieurs ouvrages critiques sur l'architecture israélienne contemporaine et sur le rapport entre architecture et occupation, notamment en Cisjordanie.
Il développe plusieurs thèses, notamment la « Politique de la verticalité » et 'l'Architecture de Décolonisation'.
Weizman a aussi écrit plusieurs articles dans des journaux, magazines et livres collectifs. Il contribue régulièrement à Cabinet Magazine (New York).

## Expositions
Une part de son travail se situe dans le champ de la recherche artistique. Il montre son travail de recherche architecturale par des moyens plastiques. Comme par exemple, l'installation « decolonizing.ps » montré à la Biennale d'Istanbul en 2009. On pouvait y voir des livres reliés avec couvertures en plomb, posés sur des tables d'écoliers.
Ces dernières expositions ont eu lieu à New York, Berlin, Rotterdam, San Francisco, Malmoe, Tel Aviv et Ramallah. 

### en anglais
- (avec Christian Nicolas), Random Walk, Londres, Architectural Association, 1998
- Yellow Rhythms, Rotterdam, 010 Publishers, 2000
- (avec Rafi Segal), Civilian Occupation: The Politics of Israeli Architecture, Londres, Verso, 2003
- (avec Anselm Franke), Territories, Builders and Warrior, Rotterdam, Witte de With Press, 2003
- (avec Anselm Franke), Territories, Camps, Islands and other States of Utopia, Berlin et Cologne, Kunst Werke & Walter Koenig Press, 2003
- (avec Anselm Franke), Territories, The Frontiers of Utopia and other Facts on the Ground, Cologne, Walther Koenig Press, 2004
- Hollow Land: Israel's Architecture of Occupation, Verso, 2007
- The Least of All Possible Evils: Humanitarian Violence from Arendt to Gaza, Verso, 2011
- (avec Thomas Keenan), Mengele's Skull: The Advent of Forensic Aesthetics, Sternberg Press/Portikus, 2012
- Forensic Architecture: Notes from Fields and Forums (dOCUMENTA 13 notebook n.062), Hatje Cantz, 2012
- (avec Ines Weizman), Before and After, Moscou, Strelka Press, 2013
- (avec Alessandro Petti and Sandi Hilal), Architecture After Revolution, Berlin, Sternberg Press, 2014
- (avec Forensic Architecture), FORENSIS, Berlin, Sternberg Press, 2014
- The Roundabout Revolution, Berlin, Sternberg Press, 2015
- (avec Fazal Sheikh), The Conflict Shoreline: Colonization as Climate Change in the Negev Desert, Göttingen, Steidl, 2015
- Forensic Architecture: Violence at the Threshold of Detectability, New York, Zone Books, 2017

### en français
- À travers les murs : l'architecture de la nouvelle guerre urbaine, La Fabrique, 2008
- « L'image en conflit : la violence au seuil de sa détectabilité », in Penser l'image III. Comment lire les images ?, dir. Emmanuel Alloa, Presses du réel, 2017, p. 231-256.
- La vérité en ruines : manifeste pour une architecture forensique, La Découverte, 18 mars 2021[7]
- L'art de la contre-enquête. Esthétiques de l'investigation, politiques de vérité, Les presses du réel, 2025